# Attaque d'une mission en Chine
Pour plus de détails, voir Fiche technique et Distribution.
Attaque d'une mission en Chine est un film britannique réalisé par James Williamson, sorti en 1900.
Dans ce film, James Williamson utilise pour la première fois au cinéma le procédé de langage du champ-contrechamp.
James Williamson fait partie de l'École de Brighton.

« En 1900, George Albert Smith était encore avec James Williamson à l’avant-garde de l’art cinématographique. »

## Synopsis
Des Boxers, militants nationalistes chinois, entreprennent de détruire une mission évangélique anglaise. Ils tuent le pasteur qui tente de protéger son épouse et sa fille. La gouvernante donne l'alerte en agitant un linge blanc à une fenêtre de l'étage. Les Blue Jackets arrivent, tirant de loin sur les insurgés. Puis ils chargent, libérant la mère et sa fille, et encerclent les rescapés de leurs tirs nourris.

## Fiche technique
- Titre original : Attack on a Chinese Mission
- Titre français : Attaque d'une mission chinoise
- Réalisation : James Williamson
- Scénario : James Williamson
- Production : Williamson's Kinematograph Company Ltd
- Pays :  Royaume-Uni
- Année de sortie : Royaume-Uni : 1900

## Analyse
L'historien du cinéma Georges Sadoul, qui a vu dans sa jeunesse le film entier, décrit un plan qui a disparu depuis (l'idée de conserver les films anciens date des années 1935, et beaucoup de pellicules ont été recyclées avant cette prise de conscience), dans lequel on voyait un officier à cheval charger en direction de la mission. 

« Le beau cavalier faisait irruption dans le jardin au moment précis où les Boxers, après avoir incendié la maison, entraînaient la fille du pasteur. Il la sauvait en la prenant en croupe et fonçait sur les spectateurs (la caméra). »

Le film a eu beaucoup d'influence sur les cinémas européens et américains, et Georges Sadoul ajoute : « Ce style de récit, typiquement cinématographique, paraît avoir été inconnu en 1900, hors d'Angleterre. »
« L’historien du cinéma anglais John Barnes affirme qu’il existait un plan serré qui mettait en évidence le signal de détresse des assiégés, la gouvernante agitant un large mouchoir. Et qu’il y avait probablement un autre plan qui montrait de plus près les deux femmes et l’enfant menacés puis sauvés. Ce qui ferait un total d’au moins sept plans tournés pour les besoins de ce film. »